# Пилипчук Володимир Терентійович
Володи́мир Тере́нтійович Пилипчу́к (нар. 1 січня 1963, м. Калинівка, Вінницька область) — український художник. Член Національної спілки художників України (2023)..

## Біографія
Народився 1 січня 1963 року в с. Калинівка Калинівської міської громади Хмільницького району Вінницької області. Закінчив Львівську академію мистецтв (1997) за фахом «Художник монументально-декоративного мистецтва» (монументальний живопис). Педагоги: Ткаченко М. В., Максименко А. В., Шимчук М. О., Овсійчук В. А., Кусько Г. Д.

Живе у рідному місті. Працює художником-постановником театральних вистав у Вінницькому обласному академічному українському музично-драматичному театрі імені М. Садовського.

## Творчість
Займається монументальним і станковим живописом. З 1995 року бере участь у виставковій діяльності. Знакові персональні виставки у Вінниці — «Миттєвості життя» (2013) і «Ретроспектива» (2023), цикл робіт «Казки подільського лісу».

Основні твори, виконані у різних техніках: «Заблукали», «Танок зими», «Настрій лісу», «Травневий натюрморт», «Дві фігури», «До лісу прийшла весна», «Пробудження» та ін.
|                                                                   | Прихований від цивілізації, ідеалізований автором світ постає перед глядачем в уявних, алегоричних та видозмінених формах, завдяки перебільшенню підкреслюється велич природи. |
| — З прес-релізу виставки В. Пилипчука «Миттєвості життя», 2013 р. | |

Як художник-постановник в обласному театрі оформив вистави «Русалонька» (2018), «Красуня і чудовисько» (2020), «За двома зайцями» (2022), «Ніч вовків» (2023), «Чай з м'ятою та лимоном» (2023) та ін.